# Bailamos 〜Tonight we dance〜
「Bailamos 〜Tonight we dance〜」（バイラモス　トゥナイト・ウィー・ダンス）は、西城秀樹の80枚目のシングル。1999年11月17日にユニバーサル・ポリドール（現：ユニバーサル ミュージックLLC）から発売された。

## 解説
- エンリケ・イグレシアスの「バイラモス」をカバーした作品である。
- ユニバーサル・ポリドール移籍後に最初にリリースしたシングルとなった。
- 『第50回NHK紅白歌合戦』に出場し、本作を歌唱した。

## 収録曲
1. Bailamos 〜Tonight we dance〜 [3:43]
作詞・作曲：PAUL BARRY、MARK TAYLOR／日本語詞：根津洋子／編曲：門倉聡
2. 恋をしようよ [4:12]
作詞：あまがいりゅうじ／作曲：M Rie／編曲：芳野藤丸
TBS系『スーパー知恵MON』前期エンディングテーマ
3. Bailamos 〜Tonight we dance〜（INSTRUMENTAL） [3:43]
4. 恋をしようよ（INSTRUMENTAL） [4:07]

## この頃のできごと
- 2000年3月31日 - 東京・厚生年金会館にてシングル80曲記念コンサート「Bailamos 2000」を開催する。